# Black Pumas (album)
Black Pumas è l'omonimo album in studio di debutto della band americana Black Pumas. È stato pubblicato il 21 giugno 2019 tramite ATO Records. L'edizione deluxe è stata nominata come Album dell'anno alla 63ª edizione dei Grammy Awards il 24 novembre 2020, mentre il singolo Colors ha ricevuto due nomination per Disco dell'anno e Miglior performance di American Roots.
L'album ha raggiunto la posizione numero 86 nella classifica statunitense Billboard 200 con 10.000 unità vendute (equivalenti ad album).

## Tracce
1. Black Moon Rising – 3:41 (Adrian Quesada, Eric Burton)
2. Colors – 4:06 (Burton)
3. Know You Better – 4:09 (Quesada, Burton)
4. Fire – 4:06 (Quesada, Burton)
5. Oct 33 – 4:49 (Burton)
6. Stay Gold – 4:35 (Burton)
7. Old Man – 3:17 (Quesada, Burton)
8. Confines – 3:09 (Quesada, Burton)
9. Touch the Sky – 4:27 (Quesada, Burton)
10. Sweet Conversations – 3:22 (Burton and Joshua Blue)